# Sool (Zwitserland)
Sool is een dorpje en voormalige gemeente met 246 inwoners (2020) in het Zwitserse kanton Glarus. Het maakt sinds 1 januari 2011 deel uit van de gemeente Glarus Süd.

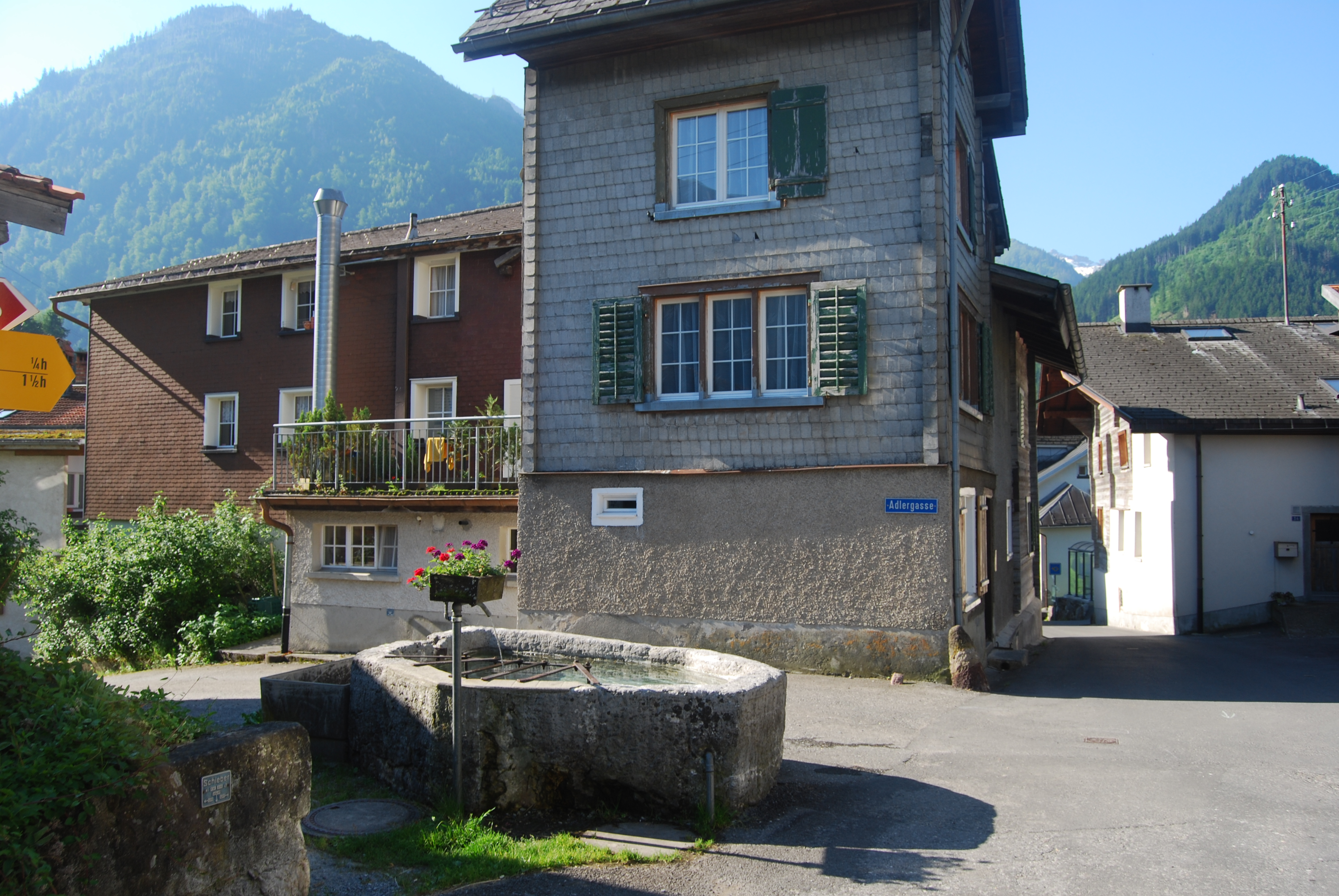
Sool

- Gemeinsame Normdatei: 1026697018
- Historisch woordenboek van Zwitserland: 000786
- Virtual International Authority File: 264725693
- WorldCat: E39PBJc7WWDK9tRQ9Hcwrgt3Qq